# Delphine Bertholon
Pour les articles homonymes, voir Bertholon.
Œuvres principales
Celle qui Marche la Nuit (2019)
Compléments
Scénariste
Delphine Bertholon, née en 1976 à Lyon, est une romancière et scénariste française. Elle vit à Paris dans le 11e arrondissement.

## Biographie

### Enfance et formation
Delphine Bertholon naît à Lyon en 1976 et écrit depuis l'âge de six ans, âge auquel elle remporte un modeste concours de poésie,,. Elle se destine au professorat mais, après ses études de lettres modernes (hypokhâgne, khâgne, licence et maîtrise), elle s'installe à Paris pour rejoindre des amis réalisateurs, devient scénariste pour la télévision puis romancière,.
Son père, Jean-Pierre Bertholon, est artiste peintre. 

### Carrière
Dans la vingtaine, Delphine Bertholon commence à publier ses premiers romans, la plupart publiés aux éditions Jean-Claude Lattès, tels que Twist, journal d'une jeune fille kidnappée et séquestrée pendant dix ans, publié en 2008 et qui sera le roman le plus acheté par ses lecteurs,. Elle écrit également des scénarios pour la télévision, comme Yes We Can, afin de vivre plus confortablement de sa plume.
Dans L’Effet Larsen, publié en 2012, elle donne vie à un appartement. 
En 2012, François Busnel salue son talent à la sortie de Grâce dans l'émission La grande librairie. Le roman est un polar familial se déroulant dans le Beaujolais, et plus précisément dans une maison hantée,.
En 2013, elle publie Le Soleil à mes pieds. Le roman raconte l'histoire de deux sœurs que tout oppose ainsi que l'emprise de l'aînée sur la plus jeune. 
En 2015 parait Les Corps inutiles. Le roman raconte le traumatisme persistant de Clémence, 15 ans, agressée dans la rue alors qu'elle se rend au collège et qui décide de n'en parler à personne, par honte, jusqu'à ce qu'un policier s’intéresse à son histoire. « Un art très maîtrisé du récit, une façon habile de jouer avec les nerfs du lecteur, beaucoup de précision et d’efficacité. Des personnages forts, crédibles, attachants, un maximum d’atmosphère. Un style direct, percutant, parfois trash, qui sait aussi se faire très littéraire. » écrit la journaliste du journal Le Progrès Françoise Monnet. 
En 2017, elle publie son septième roman, Coeur-Naufrage. Elle y raconte l’histoire d’un secret qui refait surface dans la vie de Lyla, une trentenaire célibataire, traductrice dans une maison d’édition et maîtresse d’un homme marié, et qui va bouleverser son existence. Le roman aborde également la question de l’accouchement sous X. 
En juillet 2018, elle signe une tribune dans ActuaLitté où elle revient sur son parcours afin de témoigner de la précarité de sa vie d'écrivaine. Elle se joint ainsi au mouvement de contestation sociale #PayeTonAuteur et #AuteursEnColere et aux revendications de la Ligue des auteurs professionnels. 
En 2019 elle publie Celle qui marche la nuit. Le livre, une histoire de maison hantée pour adolescents, remporte les prix littéraire prix Sésame et alTerre ado,.
En 2021 sort Dahlia, racontant une histoire d'amitié entre Dahlia, une adolescente réservée issue d'une famille ordinaire, et Lettie qui vit seule avec sa mère infirmière dans un mobile home. Lorsque Lettie répète le lourd secret que Dahlia lui a confié, la vie de la seconde sera totalement bouleversée,. 
En 2023 parait un autre roman jeunesse : Ce qui m'attend dans le noir. Il raconte l'histoire d'Allie, dix-sept ans, qui se sent constamment espionnée depuis que son appartement a été cambriolé.  
En février 2025, elle publie La Baronne perchée, dans lequel elle raconte l'histoire de Billie, une adolescente précoce de treize ans qui vit seule avec son père puisque sa mère est morte en lui donnant la vie. A la recherche de son identité et de l'attention de son père, elle décide de fuguer. Le titre du livre rend hommage à Italo Calvino qui a notamment écrit en 1957 Le Baron perché,. 

## Publications
- Les Dentelles Mortes,  éd. des Gratte-ciel, 1998. Prix du roman de la Ville de Villeurbanne.
- Cabine commune, éd. J.-C. Lattès, 2007.
- Twist, éd. J.-C. Lattès, 2008.
- L’Effet Larsen, éd. J.-C. Lattès, 2010.
- Ma vie en noir et blanc, Je Bouquine, 2011.
- Grâce, éd. J-C Lattès, 2012.
- Le Soleil à mes pieds, éd. J.-C. Lattès, 2013.
- Les Corps inutiles, éd. J.-C. Lattès, 2015.
- Cœur-Naufrage, éd. J-C. Lattès, 2017.
- Celle qui marche la nuit, éd. Albin Michel, 2019. Prix Sésame
- Dahlia, éd. Flammarion, 2021.
- Ce qui m'attend dans le noir, Albin Michel, 2023.
- La Baronne perchée, Buchet-Chastel, 2025.

## Scénariste
- 2007 : Madame Hollywood d'Olivier Abbou
- 2012 : Yes We Can d'Olivier Abbou.